# Such a Parcel of Rogues in a Nation
Such a Parcel of Rogues in a Nation (Экая Шайка Разбойников в Стране) — шотландская народная песня, стихи которой взяты из одноимённой поэмы Роберта Бёрнса 1791 года.
Поэма высмеивает тех членов парламента Шотландии, которыми был подписан Акт о союзе с Англией в 1707 году. Автор называет их предателями страны и противопоставляет их героям былых времён, таким как Роберт Брюс и Уильям Уоллес. Песня до сих пор связана с проявлениями шотландского национализма, её вспоминают и в других ситуациях, когда действия политиков расходятся с общественным мнением.
Возрождение песни произошло в XX веке благодаря Юэну Макколлу, записавшему её для сборника The Real MacColl (Настоящий МакКолл). Steeleye Span позже включили эту песню в альбом Parcel of Rogues под сокращенным названием Rogues in a Nation. После этого песню Such a Parcel of Rogues in a Nation исполняло великое множество британских музыкантов.

## «ЯкобитскиереликвииШотландии»
Песня входит в сборник «Якобитские реликвии Шотландии» (англ. «The Jacobite relics of Scotland: being the songs, airs, and legends, of the adherents to the house of Stuart Архивная копия от 11 января 2015 на Wayback Machine»), составленный Джеймсом Хоггом в 1817 году по заказу Лондонского Общества Хайленда. Многие песни в сборнике, включая Such a Parcel of Rogues in a Nation, были написаны или адаптированы Робертом Бернсом.

## Сюжет

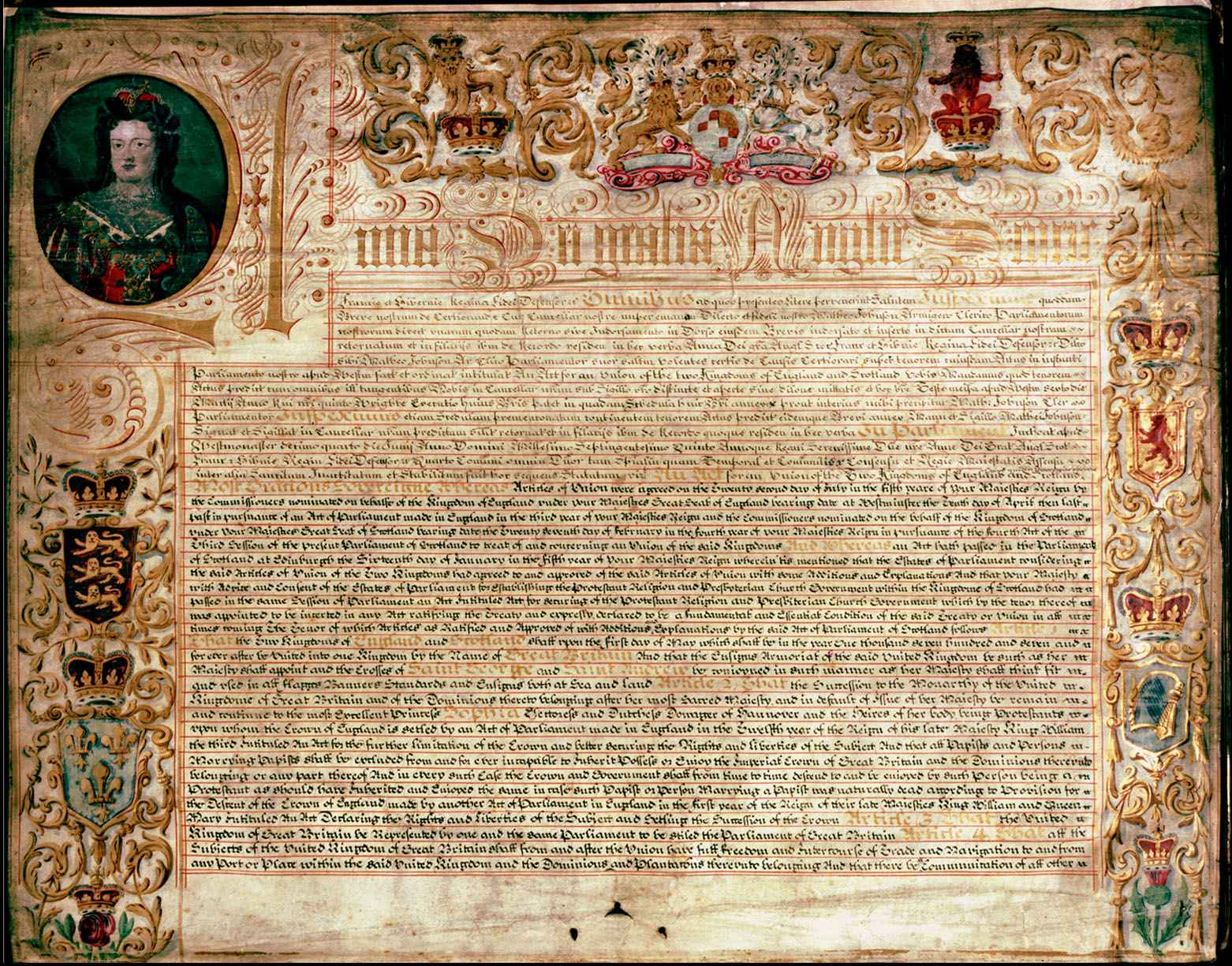
«Прощай, даже шотландское имя»…

До принятия Акта об объединении Англия и Шотландия возглавлялись одним монархом, но тем не менее оставались независимыми государствами. В Шотландии противниками объединения были в основном якобиты.
В 1707 году проект Акта об Унии был утвержден парламентами двух стран.

Песня Such a Parcel of Rogues in a Nation — это плач Бёрнса, а также плач каждого патриота Шотландии, о старых добрых временах независимости шотландцев и самоидентификации людей как сплоченной нации, которая гордится наследием предков и их доблестью.
В первом куплете песни упоминаются реки формирующие границу между Англией и Шотландией. Так, река Сарк образует часть западной границы, однако большая её часть протекает по территории Шотландии. Залив Солуэй-Ферт образует границу до Ирландского моря. На востоке граница проходит по реке Туид. Но, к отчаянию якобитов, эта граница теперь отделяет не свободное государство, а всего лишь регион Англии.

## Стихи и перевод
Слова песни зачастую исполняются в оригинальном фонетическом изложении Бернса, то есть на диалекте низинных шотландцев, также известном как Lallans.

| Оригинальная поэма Бёрнса: Fareweel to a' our Scottish fame, Fareweel our ancient glory; Fareweel ev’n to the Scottish name, Sae fam’d in martial story. Now Sark rins over Solway sands, An' Tweed rins to the ocean, To mark where England’s province stands- Such a parcel of rogues in a nation! What force or guile could not subdue, Thro' many warlike ages, Is wrought now by a coward few, For hireling traitor’s wages. The English steel we could disdain, Secure in valour’s station; But English gold has been our bane- Such a parcel of rogues in a nation! O would, or I had seen the day That Treason thus could sell us, My auld grey head had lien in clay, Wi' Bruce and loyal Wallace! But pith and power, till my last hour, I’ll mak this declaration; We’re bought and sold for English gold- Such a parcel of rogues in a nation! | Устоявшийся английский перевод: Farewell to all our Scottish fame, Farewell our ancient glory! Farewell even to the Scottish name. So famed in martial story! Now Sark runs over Solway sands, And Tweed runs to the ocean, To mark where England’s province stands - Such a parcel of rogues in a nation! What force or guile could not subdue Through many warlike ages Is wrought now by a coward few For hireling traitor’s wages. The English steel we could disdain, Secure in valour’s station; But English gold has been our bane - Such a parcel of rogues in a nation! O, would, or I had seen the day That Treason thus could sell us, My old grey head had lain in clay (be buried) With Bruce and loyal Wallace! But pith and power, till my last hour I will make this declaration: 'We are bought and sold for English gold'- Such a parcel of rogues in a nation! | Русский перевод: Навек простись, Шотландский край, С твоею древней славой. Названье самое, прощай, Отчизны величавой! Где Твид несется в океан И Сарк в песках струится, - Теперь владенья англичан, Провинции граница. Века сломить нас не могли, Но продал нас изменник Противникам родной земли За горсть презренных денег. Мы сталь английскую не раз В сраженьях притупили, Но золотом английским нас На торжище купили. Как жаль, что я не пал в бою, Когда с врагом боролись За честь и родину свою Наш гордый Брюс и Уоллес. Но десять раз в последний час Скажу я без утайки: Проклятие предавшей нас Мошеннической шайке! |